# 蝉鸣酒馆
蝉鸣酒馆（法語：La Cigale）位于法国南特的格拉斯兰广场，格拉斯兰剧院对面。是新艺术运动风格建筑。

## 历史
成立于1895年4月1日，“蝉”餐厅是南特名流雅士的最愛，内部建于百年前的华丽新艺术风格由Émile Libaudière的马赛克，Emile Gaucher的木雕及Georges Levreau的油画组成。新浪潮大师Jacques Demy在“蝉”拍摄了那部著名的Lola，著名演员Jean-Louis Trintignant也将“蝉”奉为世上最美的餐厅。新鮮的生蠔、虾贝展示在入口任客欣赏，踏入餐厅后则是美好年代的华贵装潢，水蓝与纯白相间的马赛克瓷砖，由墙面一路延伸至天花板，尤其以瓷砖拼贴的「禅」(cigale的法文原义)图腾更是随处可见。“蝉”餐厅在1964年被列入法国文化历史遗产保护单位，至今招待过无数政客及演艺界名流，其中包括法国前总统席哈克(Jacques Chirac)，法国总理让-马克•埃罗。 

## 画廊

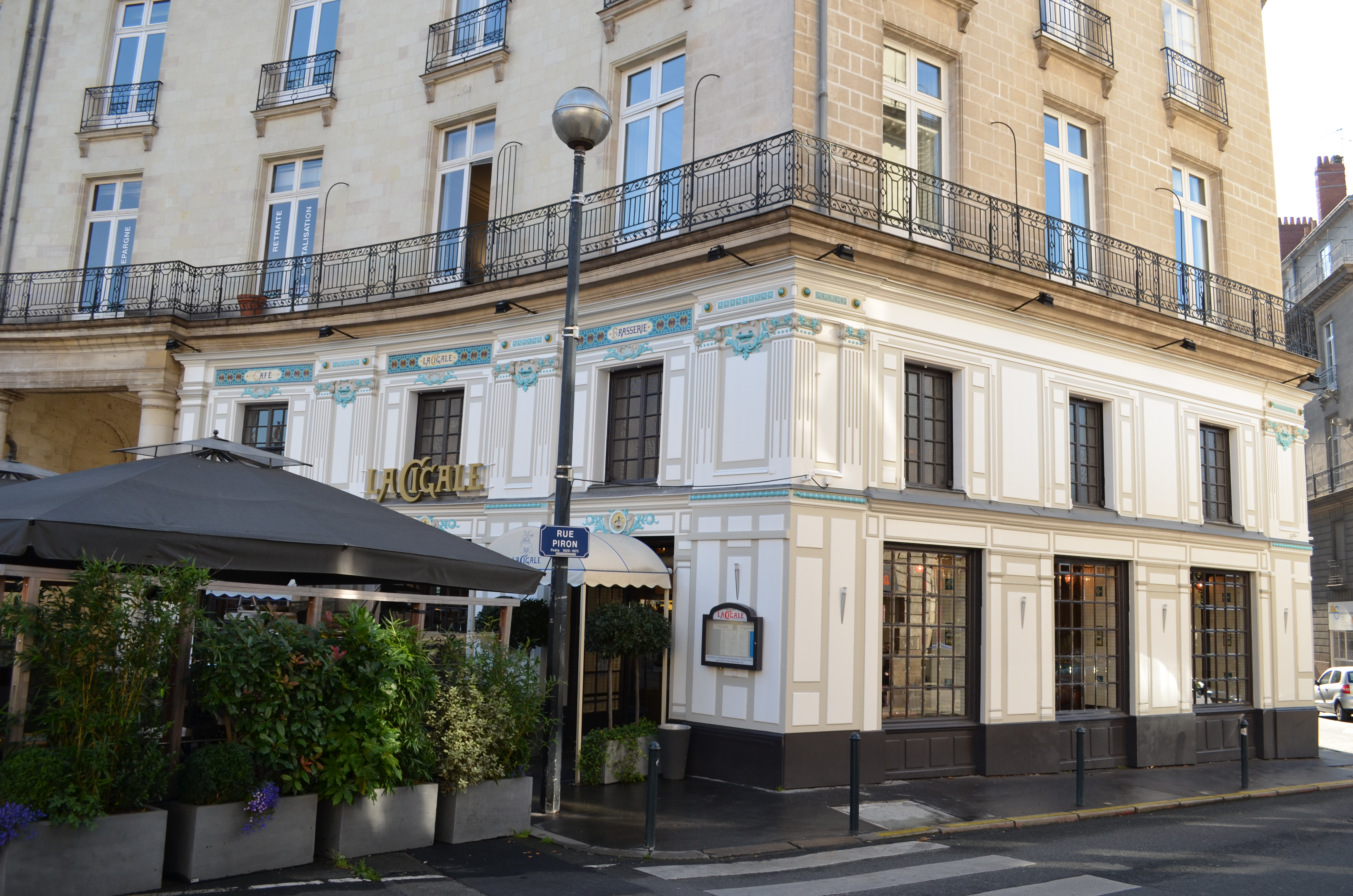
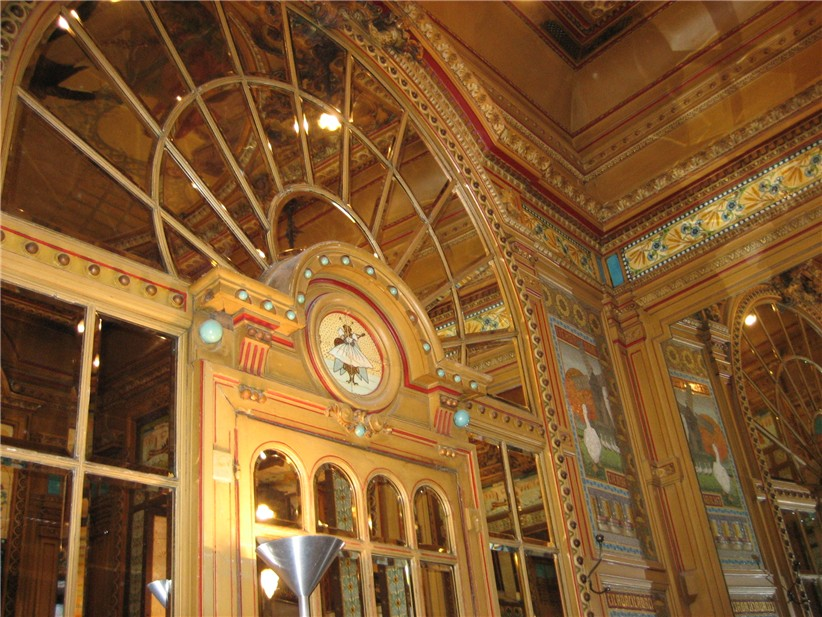
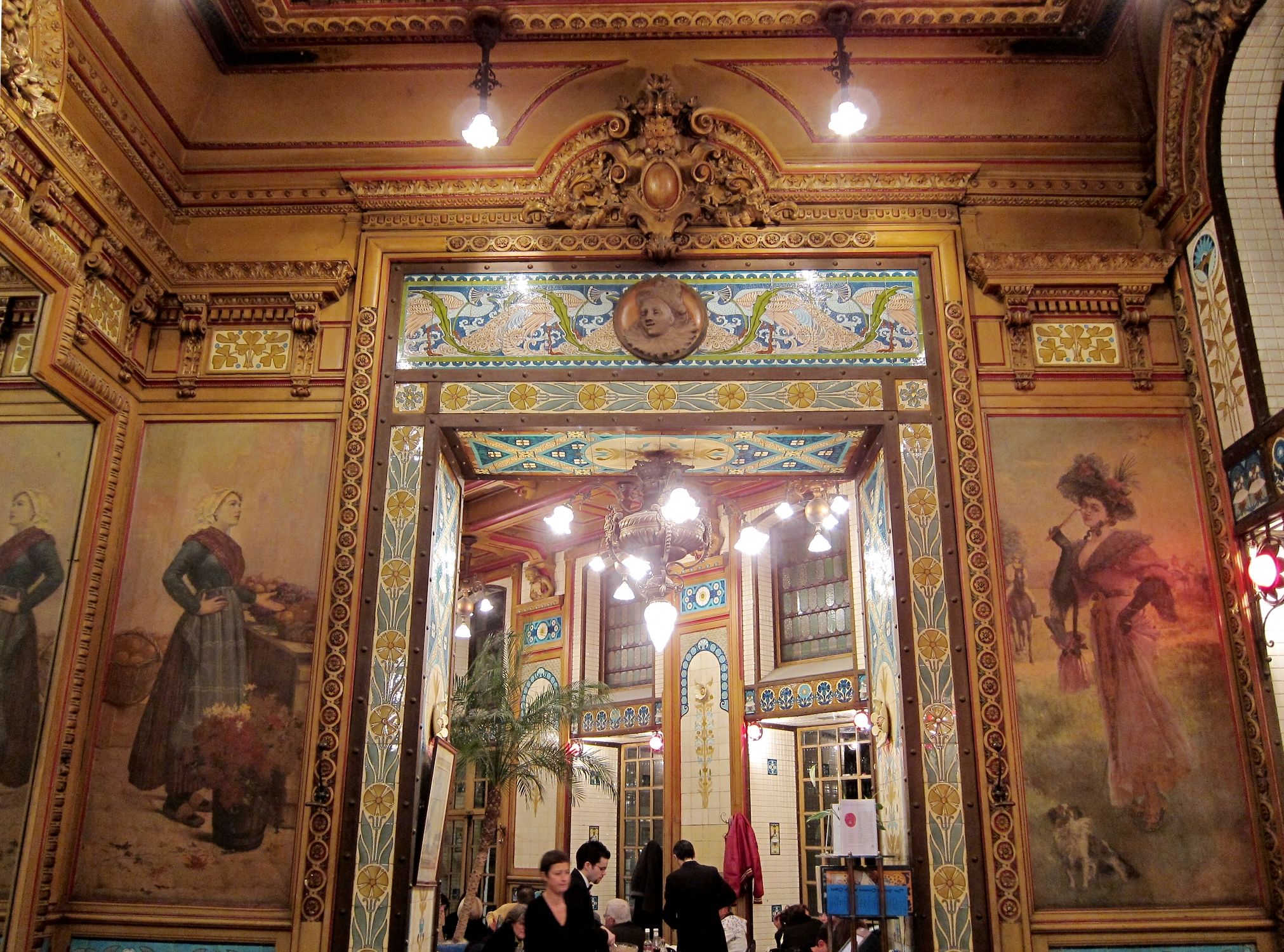
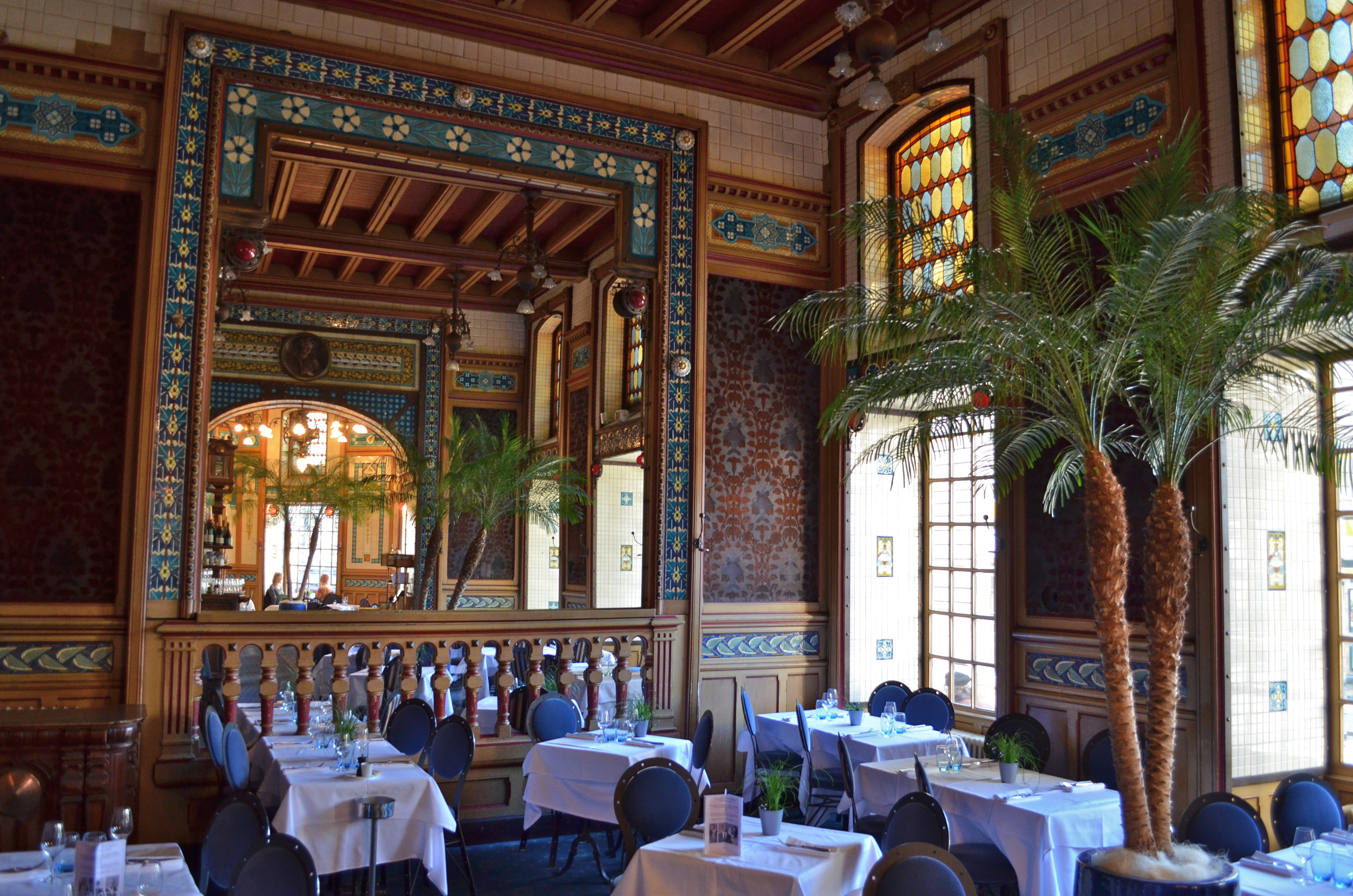
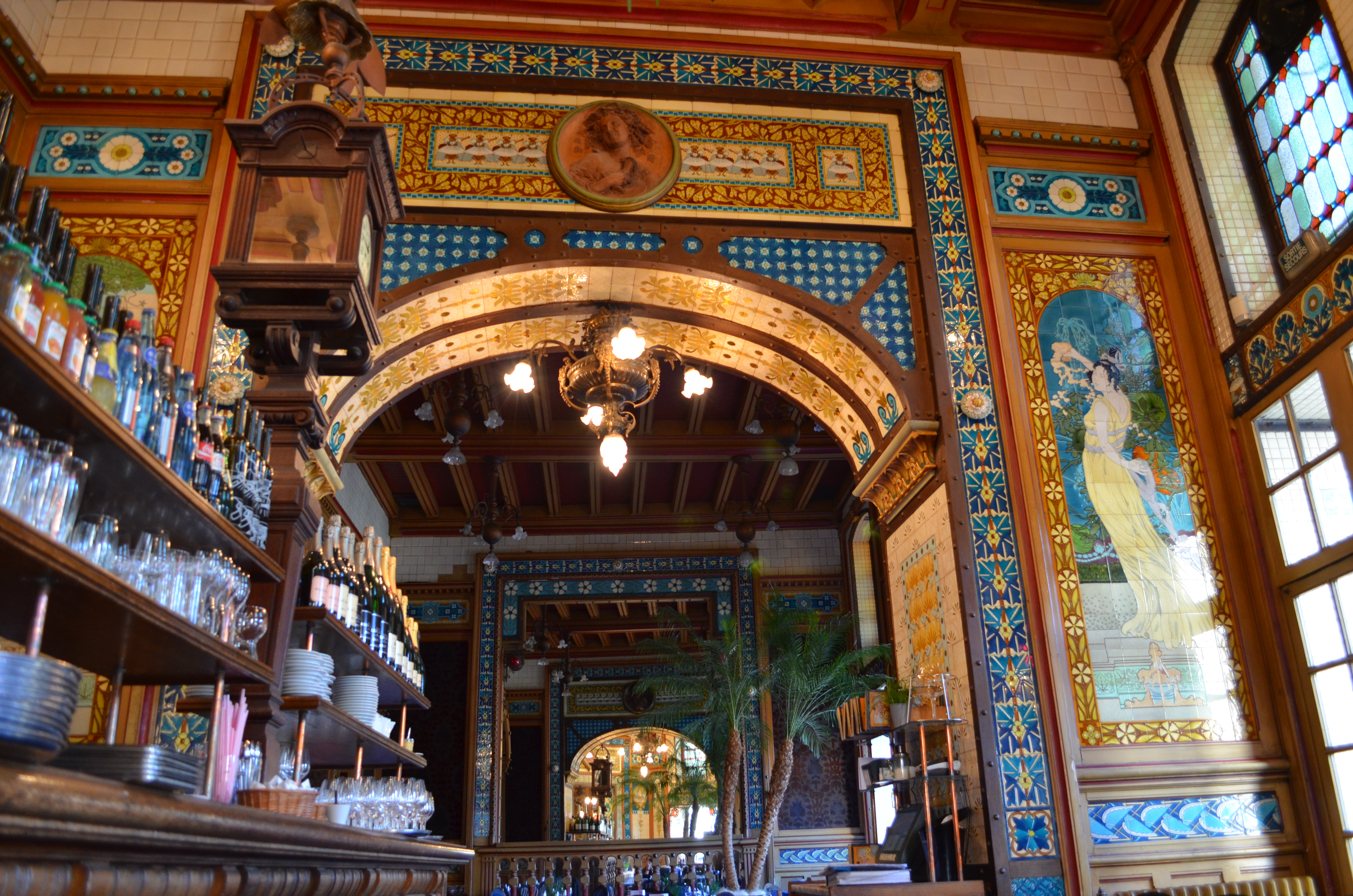
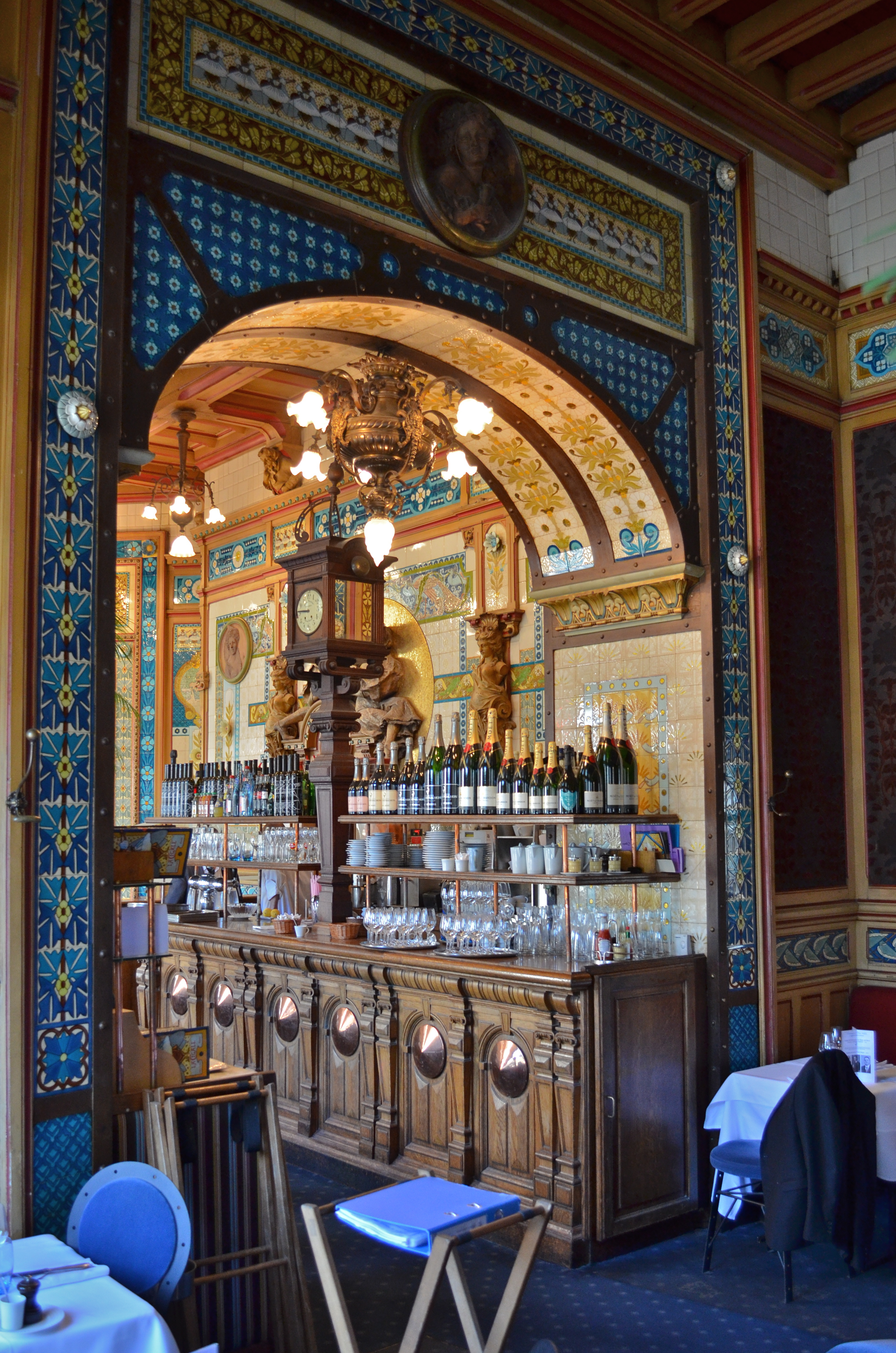